# Университетская улица (Ярославль)
Университетская улица — улица в Заволжском районе города Ярославля, лежащая между проспектом Машиностроителей и Союзной улицей.

## История
Название присвоено в мае 1988 года. На улице предполагалось сооружение городка Ярославского государственного университета и здания Ярославского центра АН СССР. В 1970 году был открыт Ярославский государственный университет, корпуса которого были разбросаны по всему городу. Идея постройки единого образовательного комплекса возникла в конце 1970-х годах. В 1980-х началось строительство городка, и к 1989 году были введены в эксплуатацию общежитие и учебный корпус, отданный под факультеты ИВТ и математики. В начале 1990-х годов строительство городка было заморожено, а выстроенные здания закреплены по соседним улицам: Союзной (общежитие и учебный корпус ЯрГУ) и Маяковского (здание ярославского филиала Физико-технологического института РАН).

## Здания и сооружения
- № 21 — Физико-технологический институт им. К.А. Валиева РАН
- № 31 — АЗС №52